# Gerhard Kreyssig
Gerhard (Gerd, Heinrich) Kreyssig (ur. 25 grudnia 1899 w Crossen, dzielnica Zwickau, zm. 14 października 1982 w Monachium) – niemiecki polityk, ekonomista i politolog, parlamentarzystka krajowa i europejska.

## Życiorys
Syn sprzedawcy. Uczył się w gimnazjum w Plauen, od 1918 uczestniczył jako ochotnik w I wojnie światowej. W 1919 zdał maturę, następnie studiował ekonomię i nauki polityczne na Uniwersytecie w Lipsku i Uniwersytecie w Greifswaldzie. W 1925 na pierwszej z uczelni obronił doktorat z politologii poświęcony solidaryzmowi w ujęciu Heinricha Pescha. Pracował w Deutsche Banku i Hypo-Banku w Monachium, od 1928 był sekretarzem ekonomicznym związku zawodowego pracowników techniczno-administracyjnych AfA-Bund. W latach 1931–1945 kierował działem polityki ekonomicznej w Międzynarodowej Federacji Związków Zawodowych kolejno w Berlinie, Paryżu i Londynie. W 1937 pozbawiony obywatelstwa niemieckiego z przyczyn politycznych. Po II wojnie światowej w 1946 powrócił do kraju. Został członkiem IG Druck und Papier, a także publicystą ekonomicznym „Süddeutsche Zeitung”. Zasiadał w radach nadzorczych różnych podmiotów, m.in. Siemens & Halske.
W 1922 wstąpił do Socjaldemokratycznej Partii Niemiec, działał także w Reichsbanner Schwarz-Rot-Gold. Od 1947 do 1967 członek komitetu ekonomicznego w federalnych władzach SPD. W latach 1947–1949 zasiadał w Radzie Ekonomicznej Bizonii (tymczasowym parlamencie). W 1951 został deputowanym Bundestagu w miejsce Waldemara von Knoeringena, pozostał jego członkiem do 1965. Od 1952 do 1965 oddelegowany do Zgromadzenia EWWiS, w 1958 przekształconego w Parlament Europejski; od 1964 był wiceprzewodniczącym PE.
Ożenił się z córką Ericha Ollenhauera, miał jedną córkę.

## Odznaczenia
Odznaczony Bawarskim Orderem Zasługi (1959) i Wielkim Krzyżem Zasługi Orderu Zasługi Republiki Federalnej Niemiec (1965).